# Syrphoctonus areolaris
Syrphoctonus areolaris là một loài tò vò trong họ Ichneumonidae.